# Zulai Aguirre
Zulai Aguirre Alegría (Bermeo, 16 de enero de 1981, también conocida como Zulai Agirre Alegría) es una exjugadora de balonmano española que jugaba de pivote.

## Trayectoria
Criada en el club de su Bermeo natal, desarrolló casi toda su carrera en el Bera Bera, con el que debutó en la Liga ABF en 2002. Participó en el primer título del conjunto donostiarra, la Copa de la Reina celebrada en La Eliana en 2007, junto a grandes jugadoras españolas como Patri Pinedo, Tati Garmendia, Esme López, Matxalen Ziarsolo,... Con la camiseta azul del Bera Bera consiguió anotar 602 tantos.
Su temporada no pasó desapercibida para la selección nacional dirigido por Jorge Dueñas. Sustituyó a Begoña Fernández en la convocatoria para la World Cup del 2011. Debutó con la elástica nacional ante Alemania, el 21 de abril del 2011 y su último partido fue un amistoso ante la misma selección en noviembre de ese mismo año.
En el verano del 2011, ya con 30 años, fichó por el histórico Itxako Reyno de Navarra de Ambros Martín que se proclamó campeón de la Copa de la Reina y volvió a conquistar el título de Liga ABF. Las de Estella terminaron el año perdiendo por la mínima la final de la Liga de Campeones ante el Larvik.
Tras los problemas del Itxako fichó por el Sola noruego, para después mudarse a Francia, al USM Montargis. Pasó a la segunda división francesa, al Aunis-La Rochelle, jugó otra temporada en el Stella St. Maur y terminó, en la temporada 2016–17, en el Anglet Biarritz Olympique del País Vasco francés.

### Clubes
- 2002-11:  Balonmano Bera Bera
- 2011-12 :  Sociedad Deportiva Itxako
- 2012-13:  Sola HK
- 2012-14:  Montargis
- 2014-15:  Aunis-La Rochelle
- 2015-16:  Stella St. Maur
- 2016-17:  Anglet Biarritz Olympique

## Títulos y galardones

### De clubes
- 1 x Liga de España (2011–12)
- 2 x Copa de la Reina (2006-07, 2008-09)
- 2 x Supercopa de España (2007-08, 2011-12)[12]

## Vida
Es licenciada en psicología. Fue parte de las primeras juntas que dirigieron la Asociación de Mujeres de Balonmano.